# برج ميركوري سيتي
ميركوري سيتي تاور (بالروسية: Меркурий Сити Тауэр) برج متعدد الاستخدامات يضم شقق ومكاتب ونادي رياضي ومحلات تجارية يقع في التقسيم 14 لمركز الأعمال الدولي (موسكو) ويمتد على مساحة 173,960 متر مربع وارتفاع 338,82 متر (1,112 قدم) بحيث اعتبر أطول برج في أوروبا، بدأت فيه أعمال البناء سنة 2009 تحت الإدارة الهندسية للروسي ميكائيل بوسوخين والأمريكي فرانك ويليامز. قبل أن يقوم بوسوخين بإقناع المهندس الهولندي إريك فان إيغرات بِأخذ مكان فرانك ويليامز بعد وفاته. 

في 17 يناير 2012 تفوق برج ميركوري على بُرجَي (مدينة العواصم) في روسيا (301,60 متر)، وبرج شارد في لندن (309,60 متر). ليُكمل ارتفاعه التام ب338,82 متر في 1 نونبر 2012. محافظا على لقبه حتى صيف 2014 حيث تفوق عليه برج OKO منتزعاً منه لقب أطول برج في أوروبا. بدأ مشروع البناء في 2006 وكان من المفترض الانتهاء منه في 2009  لكن شركة ميركوري للتطوير العقاري ولييدل للإستثمار قررتا التريث بسبب الركود الإقتصادي العالمي في 2008 ، ليتم الانتهاء بعدها من البناء سنة 2013.

## معرض الصور

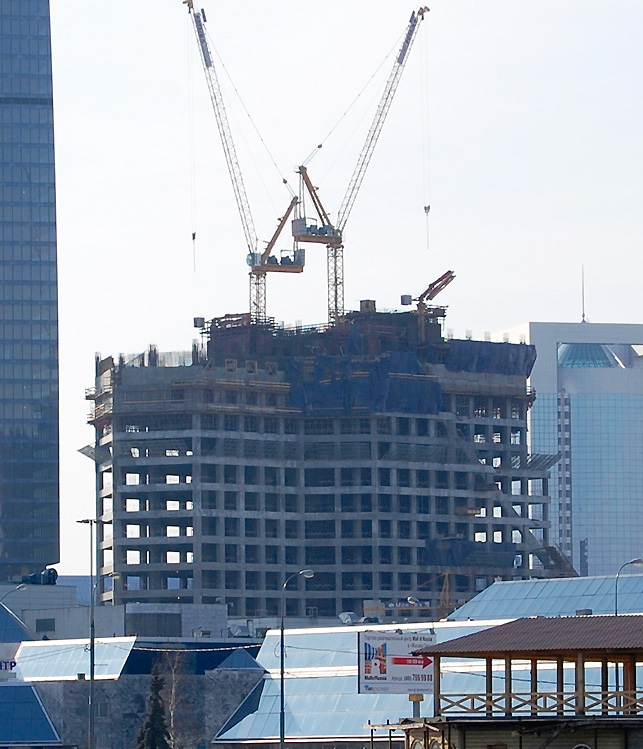
مارس 2010
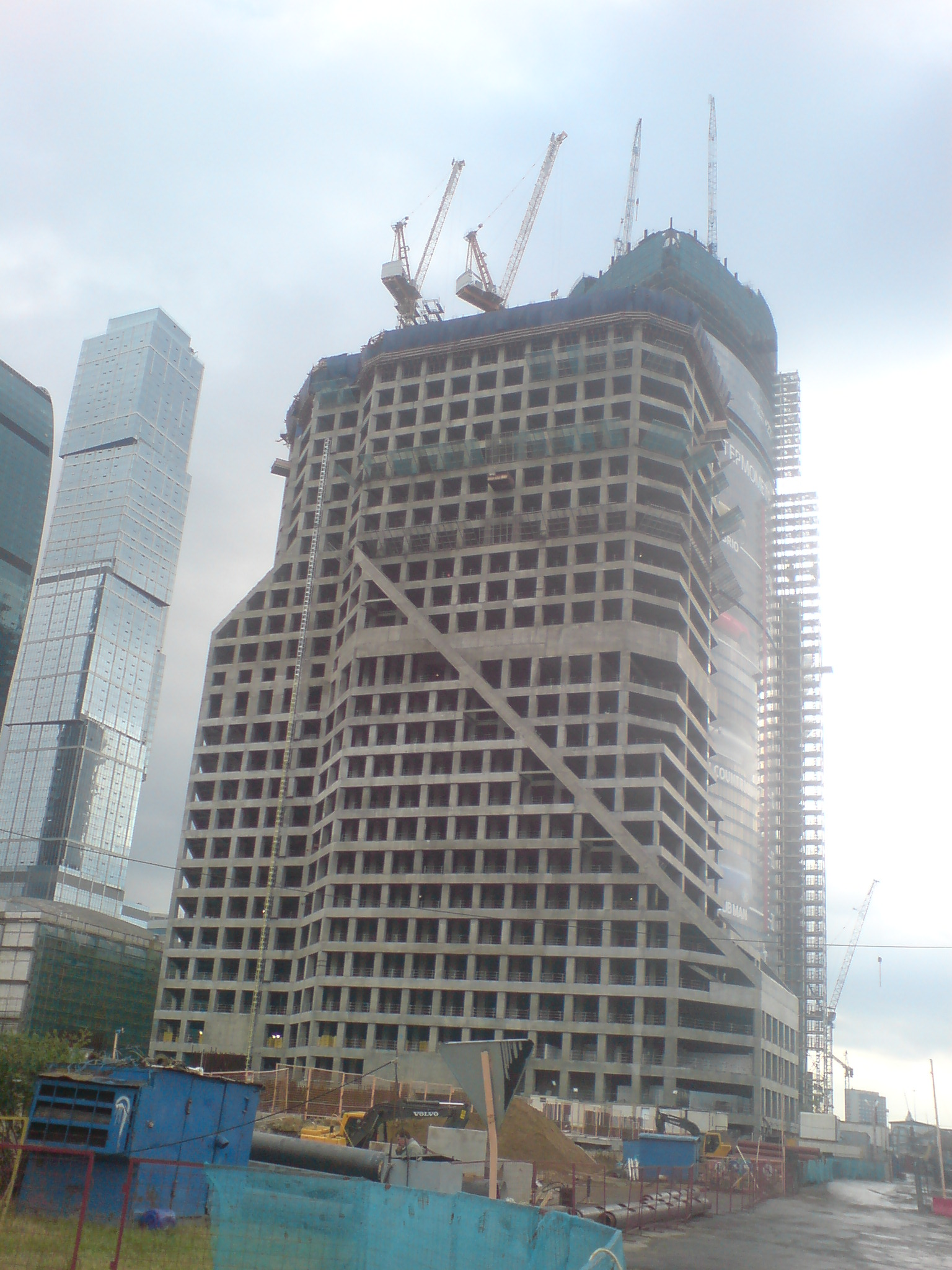
غشت 2010
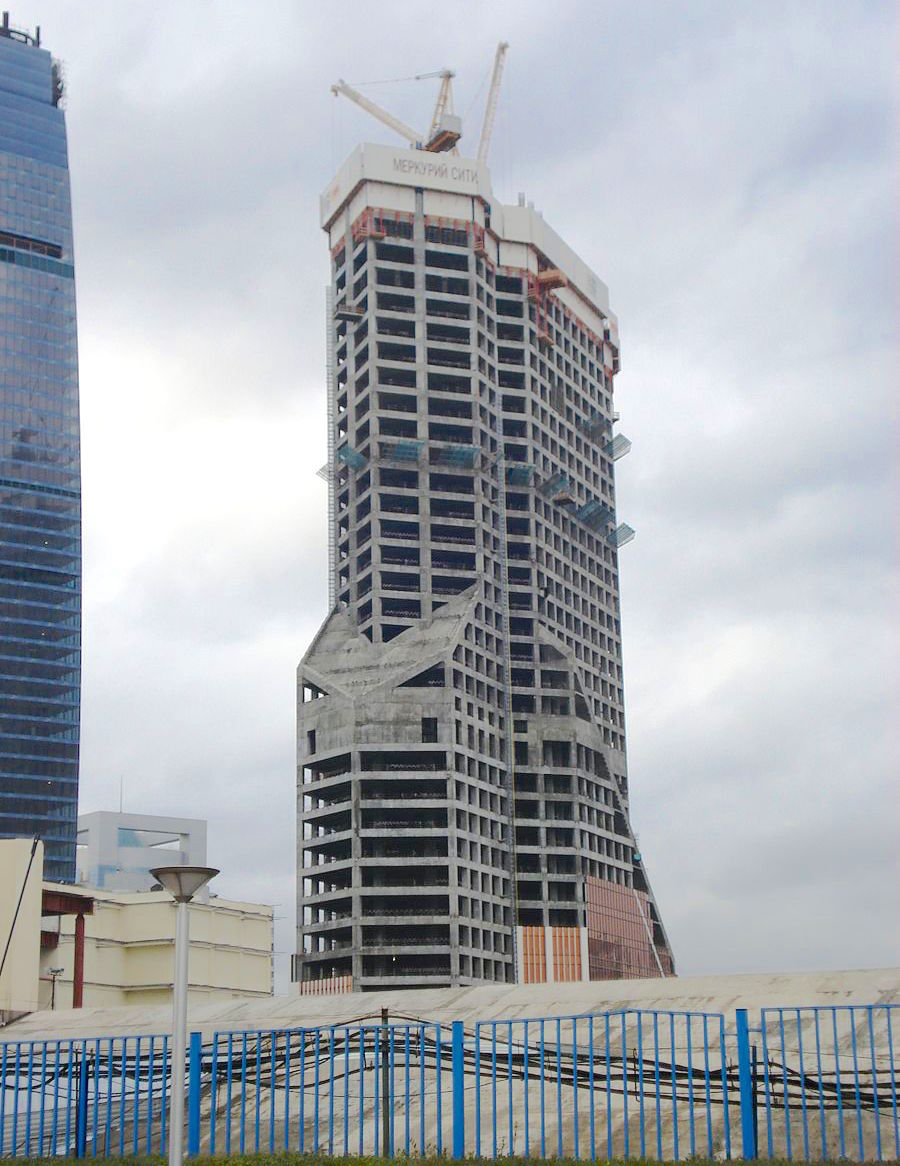
نونبر 2010
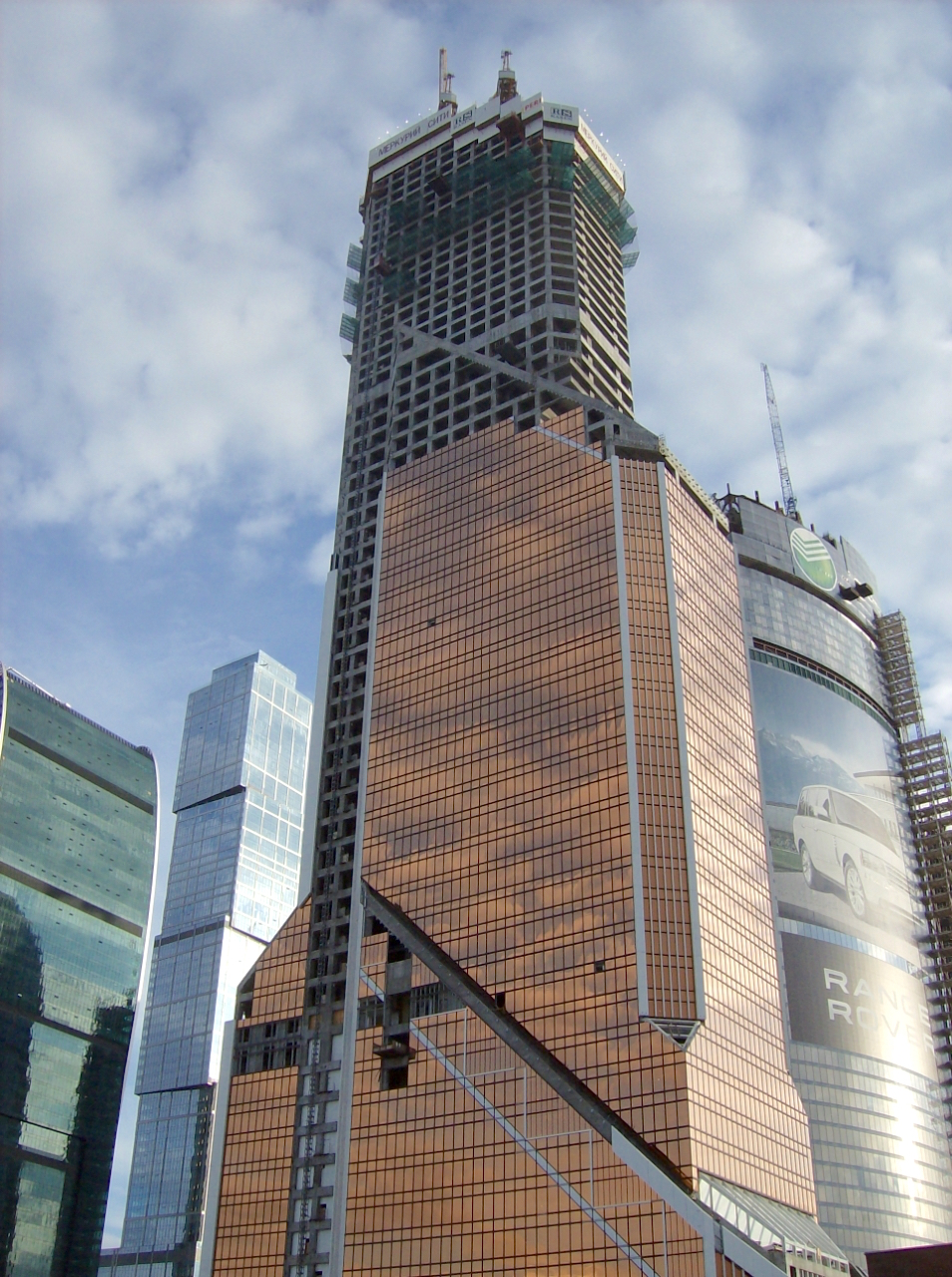
غشت 2011
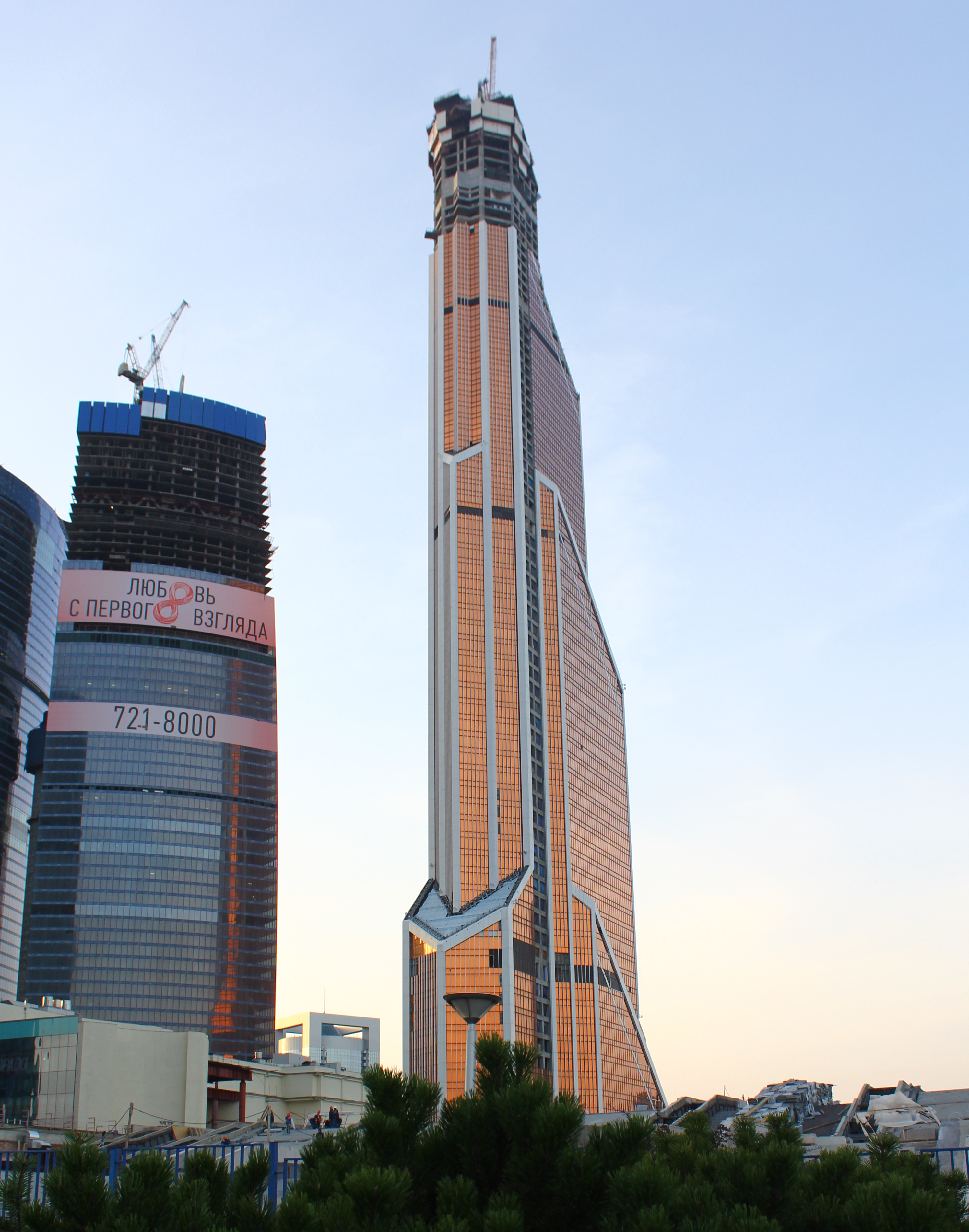
أكتوبر 2012
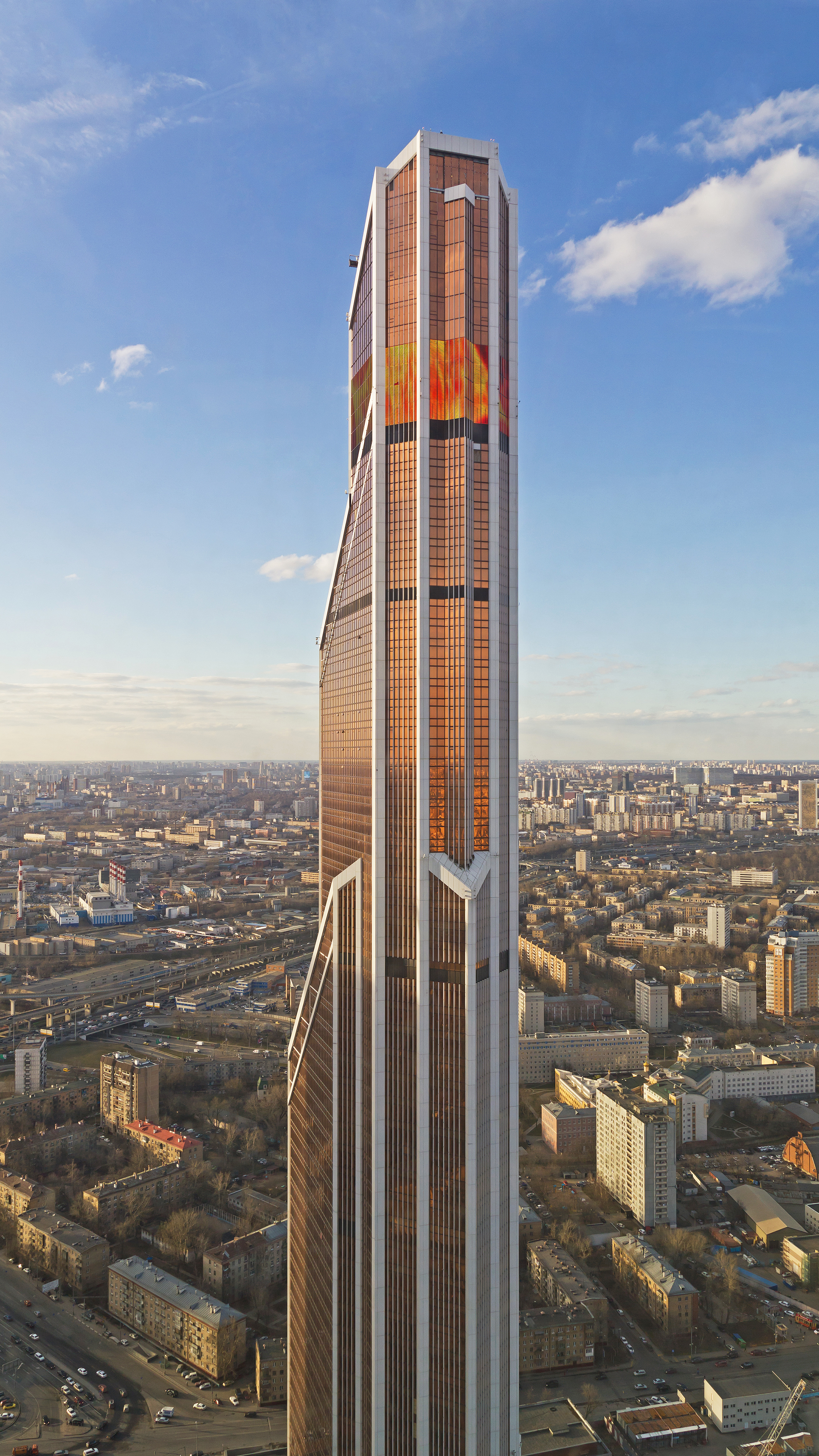
برج ميركوري 2014